# Mikko Rimminen

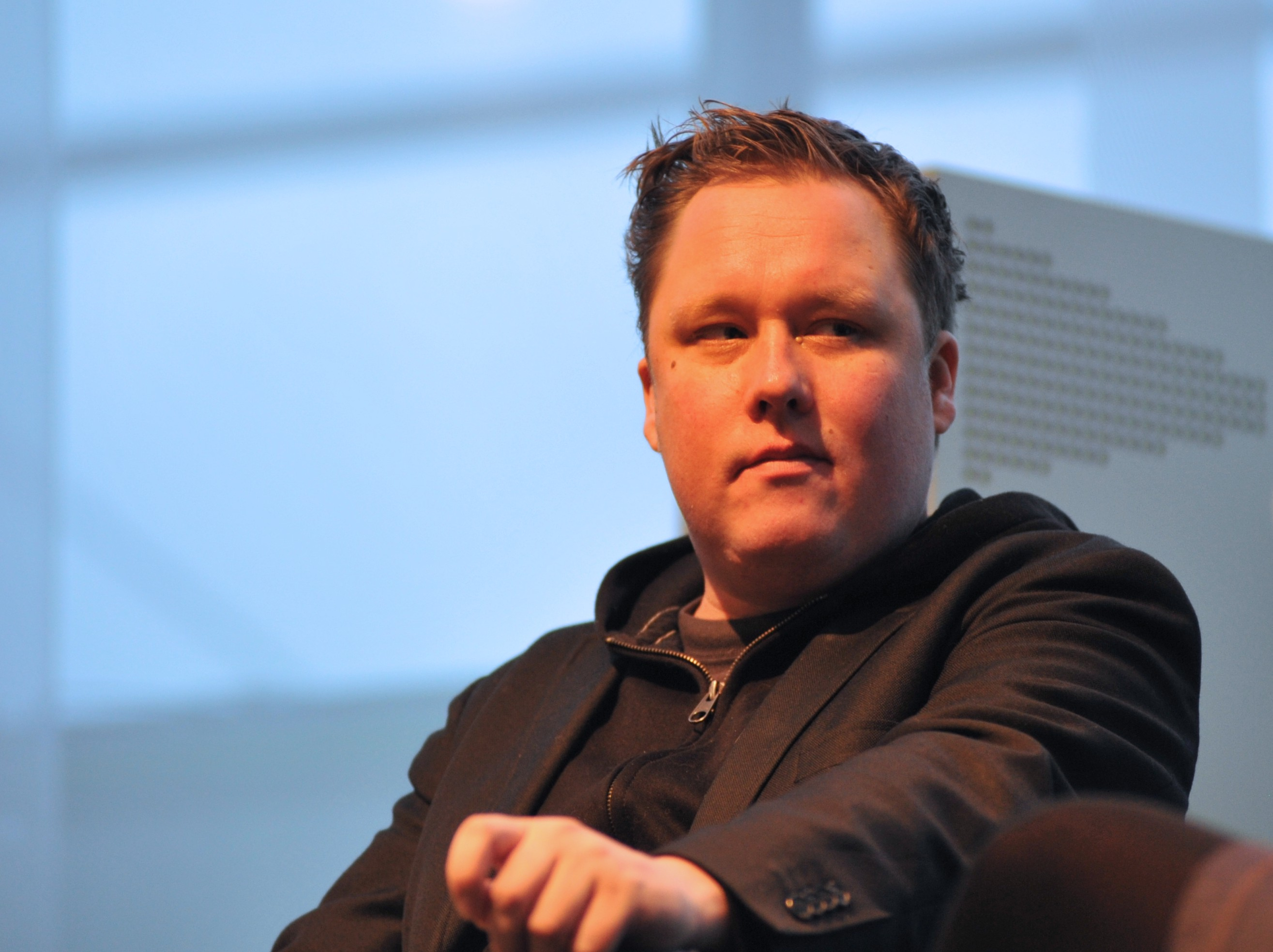
Mikko Rimminen

Mikko Rimminen  (Helsinki, 1975) is een schrijver en dichter uit Finland. Voor zijn debuutroman Pussikaljaromaani, in het Nederlands vertaald en uitgegeven als Drinkebroersroman, ontving hij in 2004 de Kalevi Jäntti-prijs. Deze roman was ook genomineerd voor de Finlandiaprijs 2004.